# Carmen-Longo-Schwimmstadion
Das Carmen-Longo-Schwimmstadion ist ein Schwimmbad-Komplex in Bologna (Italien) und wurde in den 1920er-Jahren erbaut. Es besteht heute aus zwei Schwimmbädern mit einem 25 Meter- und einem 50 Meter-Schwimmbecken direkt am Stadio Renato Dall’Ara. Das Bad wird heute weiterhin als Trainings- und Wettkampfschwimmhalle verwendet.
Die Namenspatin Carmen Longo war eine italienische Schwimmerin, die 1966 bei einem Flugzeugunglück auf einer Wettkampfreise nach Bremen verstarb.
Die 2. Schwimmeuropameisterschaften fanden vom 31. August bis 4. September 1927 dort statt. Am 2. September schwamm der schwedische Schwimmer Arne Borg als erster Mensch die 1500 Meter Freistil unter 20 Minuten. Während der Europameisterschaften war das Stadion noch nicht überdacht. Das Stahl- und Glasdach wurde vom Architektenstudio Majowiecki entworfen. Majowiecki hat unter anderem auch am Stadio Olimpico in Rom mitgearbeitet.